# تیل کریک تاون
تیل کریک تاون (به انگلیسی: Tail Creek Town) یک منطقهٔ مسکونی در کانادا است.